# 上野運輸区
上野運輸区（うえのうんゆく）は、かつて存在した東日本旅客鉄道（JR東日本）首都圏本部の運転士・車掌が所属していた組織である。2024年9月30日限りで廃止し、現在は上野統括センター上野乗務ユニット。
かつては上野発着の特急列車に多く乗務し、東北・信越主要都市への行路も受け持っていたが、新幹線開業により減少し、現在では常磐線特急ひたち ・ときわをはじめとする特急列車のほか、北関東近郊エリアの湘南新宿ライン、宇都宮線、高崎線、常磐線中距離電車の普通列車に乗務している。

## 乗務範囲
・常磐線（東京～勝田）
・宇都宮線（東京～宇都宮）
・高崎線（東京～高崎）※運転士は籠原まで
・東海道線（東京〜品川）※常磐線、宇都宮線、高崎線からの直通列車（上野東京ライン）のみ
・湘南新宿ライン（新宿～宇都宮・高崎）
・武蔵野線（西船橋～府中本町）
・武蔵野貨物線（武蔵浦和、西浦和～大宮、府中本町～鶴見）
・京葉線（新習志野～西船橋）※OM検査入場のみ

## 沿革
- 1982年 - 東北・上越新幹線大宮開業のため、新幹線を担当する大宮新幹線支区を設置。当初は東海道新幹線を担当する東京車掌所（現在のJR東海東京第一運輸所・東京第二運輸所）から要員が派遣された。
- 1985年 - 東北新幹線上野開業のため、大宮新幹線支区を上野車掌区に統合。
- 1991年 - 東北新幹線東京開業のため、新幹線行路を丸の内車掌区に移管。
- 2022年 - 上野車掌区と上野運転区が廃止となり、新たに上野運輸区が発足[1]。
- 2024年10月1日 - 上野営業統括センターと上野運輸区が統合され上野統括センターが発足。当区は廃止。